# (4112) Hrabal
(4112) Hrabal est un astéroïde de la ceinture principale.

## Description
(4112) Hrabal est un astéroïde de la ceinture principale. Il fut découvert le 25 septembre 1981 à l'Observatoire Kleť par Marie Mahrová. Il fut nommé en honneur de Bohumil Hrabal.
Il présente une orbite caractérisée par un demi-grand axe de 3,12 UA, une excentricité de 0,04 et une inclinaison de 16,6° par rapport à l'écliptique.

## Compléments